# Nyctemera extrema
Nyctemera extrema är en fjärilsart som beskrevs av Walter Karl Johann Roepke 1957. Nyctemera extrema ingår i släktet Nyctemera och familjen björnspinnare. Inga underarter finns listade i Catalogue of Life.